# بوجان جورديش
بوجان جورديش (بالسويدية: Bojan Djordjic)‏ (6 فبراير 1982 ببلغراد في إقليم القائد العسكري في صربيا - ) هو لاعب كرة قدم سويدي في مركز الوسط. شارك مع منتخب السويد تحت 19 سنة لكرة القدم ومنتخب السويد تحت 21 سنة لكرة القدم ومنتخب السويد لكرة القدم. أما مع النوادي، فقد لعب مع آرهوس جمناستيك فورينينغ وأيك سولنا والنجم الأحمر بلغراد ورويال أنتويرب وشيفيلد وينزداي ومانشستر يونايتد ونادي برومابويكارنا ونادي بلاكبول ونادي تشينايين ونادي رينجرز ونادي فيديوتون ونادي بليموث أرجايل ونادي فاسالوندس.

## وصلات خارجية
- بوجان جورديش على موقع اتحاد السويد (السويدية)
- بوجان جورديش على موقع قاعدة بيانات كرة القدم.إي يو (الإنجليزية)
- بوجان جورديش على موقع Soccerbase.com (لاعب) (الإنجليزية)
- بوجان جورديش على موقع Soccerway.com (الإنجليزية)
- بوجان جورديش على موقع عالم كرة القدم.نت (الإنجليزية)